# Théorème de Frobenius (géométrie différentielle)
Pour les articles homonymes, voir Théorème de Frobenius.
Le théorème de Frobenius donne une condition nécessaire et suffisante d'intégrabilité locale d'un système d'équations aux dérivées partielles du premier ordre dont le membre de droite dépend des variables, des inconnues, mais ne dépend pas de dérivées partielles de ces inconnues : un tel système d'équations aux dérivées partielles est appelé un « système de Pfaff ». Les fonctions du second membre sont supposées seulement de classe {\displaystyle C^{1}}, ce qui rend impossible l'application du théorème de Cauchy-Kowalevski, qui suppose ces fonctions analytiques. Le théorème de Frobenius a des liens étroits avec le lemme de Poincaré pour les 1-formes, ce lemme indiquant alors sous quelle condition une 1-forme différentielle {\displaystyle \omega } est localement exacte. Le théorème de Frobenius conduit à considérer les « variétés intégrales » de la géométrie différentielle et peut s'exprimer dans ce langage. Ces variétés intégrales conduisent à la notion de feuilletage. Le « théorème de Frobenius » a en réalité été établi par Feodor Deahna (en) en 1840, dans un article approfondissant les travaux de Johann Friedrich Pfaff et de Charles Gustave Jacob Jacobi sur les équations aux dérivées partielles du premier ordre (remontant quant à eux à 1815 et 1827 respectivement) et qui est passé inaperçu jusqu'à ce que Ferdinand Georg Frobenius l'exhume en 1875. Le théorème de Chow-Rashevskii (en) et celui de Hector Sussmann, datant de 1938-39 et 1973 respectivement,, étudient l'existence de variétés intégrales pour des « p-champs » singuliers ; ils sont, comme le théorème de Frobenius, très utilisés pour étudier la commandabilité des systèmes non linéaires (le lien entre cette question de commandabilité et le théorème de Frobenius a en premier lieu été noté par Robert Hermann (en) en 1963).

## Théorème de Frobenius: formulation «fonctionnelle»
Soit U un ouvert de {\displaystyle \mathbb {R} ^{p}}, V un ouvert de {\displaystyle \mathbb {R} ^{n-p}}, et, pour tout k, {\displaystyle 1\leq k\leq {n-p}}, une fonction {\displaystyle B^{k}:U\times V\rightarrow \mathbb {R} ^{p}} de classe {\displaystyle C^{r}} ({\displaystyle 1\leq r\leq +\infty }). Considérons le système (F) d'équations aux dérivées partielles, ou « système de Pfaff »
(F) : {\displaystyle {\frac {\partial v^{k}}{\partial x^{h}}}=B_{h}^{k}\left(x^{1},...,x^{p},v^{1},...,v^{n-p}\right)\quad \left(1\leq k\leq n-p,1\leq h\leq p\right).}
Une variété intégrale de ce système, si elle existe, est une sous-variété de N de {\displaystyle U\times V}, de classe {\displaystyle C^{r}}, définie par la représentation paramétrique (RP) :
(RP) : {\displaystyle x^{p+k}=v^{k}\left(x^{1},...,x^{p}\right)}
sur laquelle s'annulent donc les 1-formes différentielles (ou « formes de Pfaff ») linéairement indépendantes
{\displaystyle \omega ^{k}=dx^{p+k}-\sum \limits _{h=1}^{p}{\frac {\partial v^{k}}{\partial x^{h}}}dx^{h}}
Résoudre le système de Pfaff (F) équivaut à déterminer une variété intégrale N de ce système, et (F) admet une solution si, et seulement si une telle variété intégrale existe.
Théorème de Frobenius sous forme fonctionnelle — Les conditions suivantes sont équivalentes : (1) Pour tout point {\displaystyle (x_{0},v_{0})\in U\times V} il existe un voisinage ouvert {\displaystyle S\subset U} de {\displaystyle x_{0}}, un voisinage ouvert {\displaystyle T\subset V} de {\displaystyle v_{0}}, et une unique fonction v de classe {\displaystyle C^{r}}, de S dans T, solution de (F) et telle que {\displaystyle v(x_{0})=v_{0}}. (2) Les fonctions {\displaystyle B^{k}} vérifient dans {\displaystyle U\times V} la « condition d'intégrabilité de Frobenius »
{\displaystyle {\frac {\partial B_{h}^{k}}{\partial x^{l}}}+\sum _{j=1}^{n-p}{\frac {\partial B_{h}^{k}}{\partial v^{j}}}B_{l}^{j}={\frac {\partial B_{l}^{k}}{\partial x^{h}}}+\sum _{j=1}^{n-p}{\frac {\partial B_{l}^{k}}{\partial v^{j}}}B_{h}^{j}}
{\displaystyle \left(1\leq k\leq n-p,1\leq l\leq p,1\leq h\leq p\right).}

### Remarque
Il existe une généralisation de ce théorème au cas où {\displaystyle \mathbb {R} ^{p}} et {\displaystyle \mathbb {R} ^{n-p}} sont remplacés par des espaces de Banach.

## Crochets de Lie
Désormais, {\displaystyle r=+\infty } et toutes les variétés différentielles (qu'on appellera simplement variétés) sont de classe {\displaystyle C^{\infty }}. Soit M une variété de dimension n. On désigne par {\displaystyle {\mathcal {E}}_{0}\left(M\right)} la {\displaystyle \mathbb {R} }-algèbre des fonctions indéfiniment dérivables sur la variété M et par {\displaystyle {\mathcal {T}}_{0}^{1}\left(M\right)} le {\displaystyle {\mathcal {E}}_{0}\left(M\right)}-module des champs de vecteurs de classe {\displaystyle C^{\infty }} sur M. Par définition, {\displaystyle {\mathcal {T}}_{0}^{1}\left(M\right)} est l'ensemble des sections du fibré tangent {\displaystyle T\left(M\right)}.
- Soit {\displaystyle f\in {\mathcal {E}}_{0}\left(M\right),X\in {\mathcal {T}}_{0}^{1}\left(M\right)}. La dérivée de Lie de f suivant le champ de vecteurs X est {\displaystyle {\mathcal {L}}_{X}.f=\left\langle df,X\right\rangle \in {\mathcal {E}}_{0}\left(M\right)}, où {\displaystyle df} est la différentielle de f. L'opérateur {\displaystyle {\mathcal {L}}_{X}} est une dérivation de l'algèbre {\displaystyle {\mathcal {E}}_{0}\left(M\right)}.
- Étant donné {\displaystyle X,Y\in {\mathcal {T}}_{0}^{1}\left(M\right)}, il existe un élément de {\displaystyle {\mathcal {T}}_{0}^{1}\left(M\right)}, déterminé de manière unique et noté {\displaystyle \left[X,Y\right]}, appelé le crochet de Lie de X et de Y, tel que {\displaystyle {\mathcal {L}}_{\left[X,Y\right]}={\mathcal {L}}_{X}\circ {\mathcal {L}}_{Y}-{\mathcal {L}}_{Y}\circ {\mathcal {L}}_{X}}.

- Le crochet de Lie est une application {\displaystyle \mathbb {R} }-bilinéaire antisymétrique de {\displaystyle {\mathcal {T}}_{0}^{1}\left(M\right)\times {\mathcal {T}}_{0}^{1}\left(M\right)} dans {\displaystyle {\mathcal {T}}_{0}^{1}\left(M\right)}. Soit {\displaystyle c=\left(U,\xi ,n\right)} une carte de M, {\displaystyle r=\left(\mathbf {s} _{i}\right)_{1\leq i\leq n}} un repère de classe {\displaystyle C^{\infty }} au-dessus de U et {\displaystyle X,Y\in {\mathcal {T}}_{0}^{1}\left(U\right)} deux champs de vecteurs de coordonnées {\displaystyle X^{i},Y^{j}\in {\mathcal {E}}_{0}\left(U\right)} dans ce repère. Les coordonnées {\displaystyle Z^{i}\in {\mathcal {E}}_{0}\left(U\right)} de {\displaystyle Z=\left[X,Y\right]} dans le repère r sont alors

{\displaystyle Z^{i}=\sum \limits _{j=1}^{n}\left({\frac {\partial Y^{i}}{\partial \xi ^{j}}}X^{j}-{\frac {\partial X^{i}}{\partial \xi ^{j}}}Y^{j}\right)}.
- Le crochet de Lie a la « propriété fonctorielle » suivante : soit M, N deux variétés, {\displaystyle \varphi :M\rightarrow N} un difféomorphisme et {\displaystyle \varphi _{\ast }:T\left(M\right)\rightarrow T\left(N\right)} son application linéaire tangente (ou, par abus de langage, sa « différentielle »). Alors, pour tous champs de vecteurs {\displaystyle X,Y\in {\mathcal {T}}_{0}^{1}\left(M\right)}, {\displaystyle \varphi _{\ast }\left(\left[X,Y\right]\right)=\left[\varphi _{\ast }\left(X\right),\varphi _{\ast }\left(Y\right)\right]}.
- Soit {\displaystyle {\mathcal {E}}_{p}\left(M\right)=\Omega ^{p}\left(M\right)} le {\displaystyle {\mathcal {E}}_{0}}-module des p-formes sur M et {\displaystyle d:{\mathcal {E}}_{p}\left(M\right)\rightarrow {\mathcal {E}}_{p+1}\left(M\right)} la dérivée extérieure. Soit alors {\displaystyle \omega \in {\mathcal {E}}_{1}\left(M\right)} et {\displaystyle X,Y\in {\mathcal {T}}_{0}^{1}\left(M\right)}. On a la formule de Maurer-Cartan

{\displaystyle \left\langle d\omega ,X\wedge Y\right\rangle ={\mathcal {L}}_{X}.\left\langle \omega ,Y\right\rangle -{\mathcal {L}}_{Y}.\left\langle \omega ,X\right\rangle -\left\langle \omega ,\left[X,Y\right]\right\rangle }.
- Soit {\displaystyle f_{1},f_{2}\in {\mathcal {E}}_{0}\left(M\right),X_{1},X_{2}\in {\mathcal {T}}_{0}^{1}\left(M\right)}. Alors

{\displaystyle \left[f_{1}X_{1},f_{2}X_{2}\right]=f_{1}f_{2}\left[X_{1},X_{2}\right]+\left(f_{1}{\mathcal {L}}_{X_{1}}.f_{2}\right)X_{2}-\left(f_{2}{\mathcal {L}}_{X_{2}}.f_{1}\right)X_{1}.}
On a donc le résultat suivant :
Lemme — Si {\displaystyle \left[X_{1},X_{2}\right]=0}, alors quels que soient les champs de vecteurs {\displaystyle Y,Z} appartenant au {\displaystyle {\mathcal {E}}_{0}\left(M\right)}-module {\displaystyle span\left\{X_{1},X_{2}\right\}} engendré par {\displaystyle X_{1}} et {\displaystyle X_{2}}, le crochet de Lie {\displaystyle \left[Y,Z\right]} appartient à {\displaystyle span\left\{X_{1},X_{2}\right\}}.

### Exemple
Considérons le cas élémentaire où {\displaystyle p=2,n=3} et voyons comment le théorème de Frobenius dans sa forme fonctionnelle s'exprime dans le formalisme géométrique des crochets de Lie, en se ramenant à la situation où M est un ouvert de {\displaystyle \mathbb {R} ^{3}}. Posons {\displaystyle \Delta =span\left\{X_{1},X_{2}\right\}} avec
{\displaystyle X_{1}=\left(1,0,{\frac {\partial v}{\partial x^{1}}}\right)=\left(1,0,B_{1}\right)},
{\displaystyle X_{2}=\left(0,1,{\frac {\partial v}{\partial x^{2}}}\right)=\left(0,1,B_{2}\right)}.
La condition d'intégrabilité de Frobenius s'écrit, avec {\displaystyle B_{h}^{1}=B_{h}=B_{h}\left(x_{1},x_{2},x_{3}\right)},
{\displaystyle {\frac {\partial B_{1}}{\partial x^{2}}}+{\frac {\partial B_{1}}{\partial x^{3}}}B_{2}={\frac {\partial B_{2}}{\partial x^{1}}}+{\frac {\partial B_{2}}{\partial x^{3}}}B_{1}},
qui équivaut à {\displaystyle \left[X_{1},X_{2}\right]=0}. En conséquence, la condition d'intégrabilité de Frobenius entraîne, d'après le lemme ci-dessus, que pour tous champs de vecteurs {\displaystyle Y,Z\in \Delta },on a {\displaystyle \left[Y,Z\right]\in \Delta }. Comme on va le voir plus loin, on peut exprimer ceci en disant que le « 2-champ » {\displaystyle \Delta } est « involutif ».

## Redressement des champs de repères
Le théorème de redressement des champs de repères généralise le théorème de redressement des champs de vecteurs.
Théorème de redressement des champs de repères — Soit M une variété de dimension n, {\displaystyle x_{0}} un point de M et {\displaystyle X_{1},...,X_{p}} des champs de vecteurs sur M tels que {\displaystyle X_{1}\left(x_{0}\right),...,X_{p}\left(x_{0}\right)} sont linéairement indépendants. Les conditions suivantes sont équivalentes : (1) Les crochets de Lie {\displaystyle \left[X_{i},X_{j}\right]} sont tous nuls {\displaystyle (i,j=1,...,p)}. (2) Il existe une carte {\displaystyle \left(U,\varphi ,n\right)} centrée sur {\displaystyle x_{0}} telle que {\displaystyle \varphi _{\ast }\left(X_{i}\left\vert _{U}\right.\right)={\frac {\partial }{\partial x^{i}}}.}
(La question étant locale, on peut supposer que {\displaystyle M=U} est un ouvert de {\displaystyle \mathbb {R} ^{n}}. La condition est nécessaire, car la fonctorialité du crochet de Lie implique {\displaystyle \varphi _{\ast }\left(\left[X_{i},X_{j}\right]\right)=\left[\varphi _{\ast }\left(X_{i}\right),\varphi _{\ast }\left(X_{j}\right)\right]=\left[{\frac {\partial }{\partial x^{i}}},{\frac {\partial }{\partial x^{i}}}\right]=0}. On montre qu'elle est suffisante grâce à la théorie des équations différentielles.)

## Théorème de Frobenius: formulation géométrique
Commençons par quelques définitions.
(1) Un p-champ (ou une p-direction, ou une distribution d'éléments de contact de dimension p, ou un sous-fibré de dimension p du fibré tangent {\displaystyle T\left(M\right)}) de classe {\displaystyle C^{\infty }} est une application {\displaystyle \Delta :M\ni x\mapsto \Delta _{x}} où {\displaystyle \Delta _{x}} est un sous-espace de dimension p de l'espace tangent {\displaystyle T_{x}\left(M\right)} à M au point x, vérifiant la condition suivante : pour tout {\displaystyle x\in M}, il existe un voisinage ouvert U de x dans M et des champs de vecteurs {\displaystyle X_{1},...,X_{p}\in {\mathcal {T}}_{0}^{1}\left(M\right)} tels que {\displaystyle X_{1}(y),...,X_{p}(y)} forment une base de {\displaystyle \Delta _{y}} pour tout {\displaystyle y\in U} (on écrit alors {\displaystyle \Delta _{y}=span\left\{X_{1}(y),...,X_{p}(y)\right\}} et {\displaystyle \Delta =span\left\{X_{1},...,X_{p}\right\}}, cette dernière écriture signifiant que {\displaystyle \Delta } est le {\displaystyle {\mathcal {E}}_{0}\left(U\right)}-module engendré par {\displaystyle X_{1},...,X_{p}}). Dans ce qui suit, « p-champ » signifie « p-champ de classe {\displaystyle C^{\infty }} ».
(2) Une sous-variété N de M est appelée une variété intégrale du p-champ {\displaystyle \Delta } si pour tout {\displaystyle x\in M}, et en désignant par {\displaystyle \iota :N\rightarrow M} l'inclusion, {\displaystyle \iota _{\ast }\left(T_{x}\left(N\right)\right)=\Delta _{x}} (autrement dit, l'espace tangent {\displaystyle T_{x}\left(N\right)} s'identifie au sous-espace {\displaystyle \Delta _{x}\subset T_{x}\left(M\right)}). Cette variété intégrale est dite maximale si toute variété intégrale qui la contient coïncide avec elle (elle est alors de dimension p). La notion d'intégrabilité est locale et invariante par difféomorphisme.
(3) Le p-champ {\displaystyle \Delta } est dit complètement intégrable s'il admet une variété intégrale. Il est dit involutif si {\displaystyle \left[X_{1},X_{2}\right]\in \Delta } pour tous {\displaystyle X_{1},X_{2}\in \Delta }.
(4) Pour tout {\displaystyle x\in M}, soit {\displaystyle \Delta _{x}^{0}} le polaire de {\displaystyle \Delta _{x}}, c'est-à-dire le sous-espace de l'espace cotangent {\displaystyle T_{x}^{\ast }\left(M\right)} orthogonal à {\displaystyle \Delta _{x}}, et {\displaystyle \omega ^{j}\left(x\right)} une base de {\displaystyle \Delta _{x}^{0}}. L'application {\displaystyle \Delta ^{0}:x\mapsto \Delta _{x}^{0}}, si elle est de classe {\displaystyle C^{\infty }} (notion que l'on définit en « dualisant » celle de p-champ de classe {\displaystyle C^{\infty }}), est une codistribution, à savoir un {\displaystyle {\mathcal {E}}_{0}\left(M\right)}-module, ayant pour base {\displaystyle n-p} 1-formes (ou formes de Pfaff) {\displaystyle \omega ^{j}\left(1\leq j\leq n-p\right)}. Ces formes de Pfaff s'annulent sur N, à savoir que pour tout champ de vecteurs {\displaystyle X\in {\mathcal {T}}_{0}^{1}\left(N\right)}, {\displaystyle \left\langle \omega ^{j},X\right\rangle =0\left(1\leq j\leq n-p\right)}. On dit encore que le système de Pfaff
(P)::{\displaystyle \omega ^{j}=0\left(1\leq j\leq n-p\right)}
où les {\displaystyle \omega ^{j}} sont linéairement indépendantes, est associé au p-champ {\displaystyle \Delta } et définit la variété intégrale N.
(5) Soit {\displaystyle \Omega ^{q}\left(M\right)} l'espace vectoriel des formes de degré q sur M et {\displaystyle \Omega \left(M\right)} l'algèbre graduée définie par
{\displaystyle \Omega \left(M\right)=\bigoplus \limits _{q=0}^{+\infty }\Omega ^{q}\left(M\right)}.
On désigne par {\displaystyle {\mathfrak {O}}\left(\Delta \right)} l'idéal gradué de {\displaystyle \Omega \left(M\right)} constitué par les formes {\displaystyle \omega } vérifiant la condition suivante : pour toute q-forme {\displaystyle \omega \in {\mathfrak {O}}\left(\Delta \right)} et tous champs de vecteurs {\displaystyle X_{1},...,X_{q}\in \Delta },
{\displaystyle \left\langle \omega ,X_{1}\wedge ...\wedge X_{q}\right\rangle =0}.
Enfin, on désigne par {\displaystyle d\left({\mathfrak {O}}\left(\Delta \right)\right)} le {\displaystyle \mathbb {R} }-espace vectoriel constitué des {\displaystyle d\omega \left(\omega \in {\mathfrak {O}}\left(\Delta \right)\right)}.
Théorème de Frobenius sous forme géométrique — Soit {\displaystyle \Delta } un p-champ sur une variété M et (P) le système de Pfaff associé. Les conditions suivantes sont équivalentes :
(i) {\displaystyle \Delta } est complètement intégrable.
(ii) {\displaystyle \Delta } est involutif.
(iii) {\displaystyle d\left({\mathfrak {O}}\left(\Delta \right)\right)\subset {\mathfrak {O}}\left(\Delta \right)}.
(iv) Pour tout {\displaystyle x\in M}, il existe un voisinage ouvert W de x et des 1-formes {\displaystyle \alpha _{k}^{j}} de classe {\displaystyle C^{\infty }} définies dans W telles que, dans cet ouvert,
{\displaystyle d\omega ^{j}=\sum \limits _{k=1}^{n-p}\omega ^{k}\wedge \alpha _{k}^{j}\quad \left(1\leq j\leq n-p\right)}
(v) Pour tout {\displaystyle x\in M}, il existe un voisinage ouvert W de x et des fonctions {\displaystyle f_{k}^{j},g^{k}\in {\mathcal {E}}_{0}\left(W\right)} {\displaystyle \left(j,k\in \left\{1,...,n-p\right\}\right)} telles que, dans W,
{\displaystyle \omega ^{j}=\sum \limits _{k}f_{k}^{j}dg^{k}}.

### Remarques
- L'équivalence (i) ⇔ (ii) de la formulation géométrique du théorème de Frobenius s'étend à la dimension infinie en raisonnant avec des variétés banachiques[9]. En revanche, elle ne s'étend pas au cas des variétés de Fréchet.
- Dans le cas où {\displaystyle p=n-1}, l'équivalence (iv) {\displaystyle \Leftrightarrow } (v) se particularise comme suit : étant donné une 1-forme {\displaystyle \omega } et un ouvert W suffisamment petit, il existe dans W une 1-forme {\displaystyle \alpha } telle que, dans cet ouvert, {\displaystyle d\omega =\omega \wedge \alpha } si, et seulement s'il existe des fonctions {\displaystyle f,g\in {\mathcal {E}}_{0}\left(W\right)} telles que, dans W, {\displaystyle \omega =f.dg}.
- Dans le cas analytique, le théorème de Cartan-Kähler (en) est un théorème d'existence d'une variété intégrale pour un système différentiel ; ce théorème est une généralisation du théorème de Frobenius.